# Societat 5.0
 

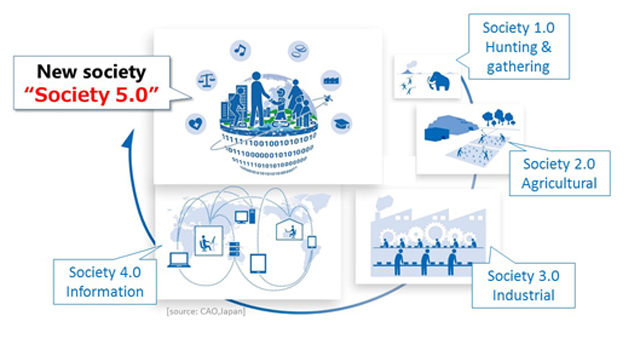
Nova Societat 5.0

La Societat 5.0, també coneguda com a Super Smart Society, és un concepte per a una societat dissenyada introduït pel govern japonès el 2016. El pla pretén integrar la tecnologia moderna com la intel·ligència artificial en una societat preexistent.
És una proposta de nova organització social que neix a partir de la Quarta Revolució Industrial, introduïda per primera vegada pel Consell de Ciència, Tecnologia i Innovació de l'Oficina del Gabinet del govern japonès. La presentació de la Societat 5.0 va tenir lloc en el marc del 5è Pla bàsic de ciència i tecnologia, presentat pel desaparegut primer ministre japonès Shinzo Abe el 2019. En resum, el pla demanava la integració del ciberespai i l'espai físic, davant la realitat augmentada .

## Objectiu
La societat 5.0 es va dissenyar per promoure un canvi cap a una societat centrada en l'ésser humà, basada en el coneixement i basada en dades. Contràriament a la indústria 4.0 d'Alemanya, que se centra en la integració de les TI industrials, Society 5.0 inclou l'aplicació de les TIC per millorar els espais i els hàbits de vida públics.
L' Oficina del Gabinet del Govern del Japó descriu la Societat 5.0 com una iniciativa destinada a garantir la seguretat, la seguretat, la comoditat i la salut de totes les persones, facilitant la recerca dels seus estils de vida preferits.

## Història
El terme "Societat 5.0" neix de la intenció de crear una cinquena nova societat fent el millor ús de la transformació digital, després de passar per diverses societats com la societat caçadora (Societat 1.0), la societat agrària (Societat 2.0), la societat industrial (Societat 3.0) i la societat de la informació (Societat 4.0).

### Societat 1.0 (Societat de caça)
Una societat de caçadors-recol·lectors és un concepte antropològic que caracteritza la forma de vida d'una societat com a dependent de la caça i la recollida d'animals salvatges, fruits i plantes per a la subsistència. Es creu que totes les societats humanes van seguir un estil de vida caçador-recol·lector fins a l'arribada de l'agricultura durant l'era/Neolític.

### Societat 2.0 ( Societat Agrària )
Una societat agrària és una estructura social on l'economia es basa principalment en l'agricultura. Els orígens de les societats agràries estan associats a la Revolució Neolítica, també coneguda com la Primera Revolució Agrària, que va tenir lloc durant el Neolític o Edat de Pedra. Aquestes societats han persistit en diverses parts del món durant milers d'anys des d'aleshores, fins a l'actualitat, convertint-les en la forma d'organització social i econòmica més prevalent al llarg de la història del treball organitzatiu humà en l'època preindustrial.

### Societat 3.0 (societat industrial )
Una societat industrial que ha fet progressos significatius en la industrialització, i també es coneix com a societat industrialitzada. En molts casos, les societats industrials segueixen una etapa anterior caracteritzada per una societat agrícola, incloent-hi el ple ús de les tecnologies en diferents àmbits per a una societat centrada en l'ésser humà.

### Societat 4.0 ( Societat de la informació )
Una societat de la informació és una societat en què les activitats relacionades amb la utilització, generació, difusió i incorporació de la informació tenen una importància considerable. Els principals catalitzadors d'aquest fenomen són les tecnologies de la informació i la comunicació, que han donat lloc al ràpid desenvolupament de màquines automàtiques i robots per a la revolució de la indústria i la informació.

## Aplicacions tecnològiques
L'informe de l'Institut Nacional de Ciència i Tecnologia Industrial Avançada del Japó enumera els sis temes següents com a tecnologies bàsiques per a la realització de la Societat 5.0:
- Tecnologia per millorar les capacitats humanes, fomentar la sensibilitat i permetre el control dins dels sistemes ciberfísics (CPS).
- Tecnologia de maquinari d'IA i sistemes d'aplicació d'IA.
- Tecnologia de seguretat d'autodesenvolupament per a aplicacions d'IA.
- Tecnologia de xarxa altament eficient juntament amb dispositius avançats d'entrada i sortida d'informació.
- Tecnologia de sistemes de fabricació de nova generació dissenyada per facilitar la personalització massiva .
- Nova tecnologia de mesura adaptada als processos de fabricació digital.

La Japan Business Federation (Keidanren) va iniciar la "Societat 5.0 per als ODS" d'acord amb els Objectius de Desenvolupament Sostenible (ODS) de les Nacions Unides a causa de la compatibilitat entre la Societat 5.0 i els ODS.